# Ian St John
Ian St John (7. června 1938 Motherwell – 1. března 2021) byl skotský fotbalista, hrající nejčastěji na pozici středního útočníka. V roce 2008 byl zařazen do Síně slávy skotského fotbalu.
Začínal v klubu Motherwell FC, v roce 1961 přestoupil do anglického Liverpool FC, kde pod vedením Billa Shanklyho zažil návrat do nejvyšší soutěže, zisk mistrovských titulů 1964 a 1966 a FA Cupu 1965 (ve finále proti Leeds United FC vstřelil rozhodující branku). Hrál také ve finále Poháru vítězů pohárů 1965/66. Za skotskou reprezentaci odehrál 21 zápasů a vstřelil devět branek. Dvakrát skóroval v rozhodujícím utkání kvalifikace na MS 1962 proti Československu v Bruselu, v němž Skotové dvakrát vedli, ale v prodloužení prohráli 2:4.
Po ukončení hráčské kariéry působil jako trenér a uváděl spolu s Jimmym Greavesem fotbalový televizní pořad Saint and Greavsie. V roce 2017 poukázal na možnou souvislost mezi častým výskytem mozkových chorob u bývalých fotbalistů a hlavičkováním těžkých míčů, vyzval proto The Football Association, aby demenci uznala jako nemoc z povolání a podílela se na hrazení léčby.